# Csingtöcsen
Csingtöcsen (egyszerűsített kínai írással: 景德镇市, pinjin: Jǐngdézhèn Shì) prefektúra szintű város Kínában, Csianghszi tartományban. Lakosainak száma 1 618 979 fő (2020).

## Népesség
| 2018 | 1 673 200 |
| 2020 | 1 618 979 |

## Testvérvárosok
- Faenza
- Arita
- Szeto
- Icheon
- Csaojang kerület
- Dongcheng District
- İznik